# Satyrus leechii
Satyrus leechii är en fjärilsart som beskrevs av Moore 1893-1896. Satyrus leechii ingår i släktet Satyrus och familjen praktfjärilar. Inga underarter finns listade.